# Sébastien Bourdais
Sébastien Olivier Bourdais (Le Mans, Francia; 28 de febrero de 1979) es un piloto de automovilismo francés que se ha destacado en monoplazas y resistencia. Fue cuatro veces campeón de la Champ Car entre 2004 y 2007, acumulando 31 victorias y 31 pole positions. Compitió en Fórmula 1 con la Scuderia Toro Rosso durante dos temporadas, y más tarde en la IndyCar Series, donde obtuvo seis victorias y 13 podios. 
En resistencia ha ganado varias carreras prestigiosas, incluyendo las 24 Horas de Daytona de 2014, las 12 Horas de Sebring de 2015 y 2021, y Petit Le Mans 2015, y llegó segundo en las 24 Horas de Le Mans en tres ocasiones.

## Trayectoria

### Inicios
Nacido en una familia de automovilistas (su padre compitió en diversas categorías), Bourdais empezó su carrera con diez años compitiendo en karting. A principios de los años 1990 ganó el Maine Bretagne Leage (1991) y el campeonato de cadetes (1993).
En 1995 comenzó en monoplazas quedando noveno en la Fórmula Renault Campus. Corrió dos años en Fórmula Renault, consiguiendo un subcampeonato en 1997. En 1998 participó en la Fórmula 3 Francesa, donde consiguió ser novato del año, y ganó el campeonato en 1999.
Después de este éxito, fichó con el equipo de Alain Prost de Fórmula 3000, consiguiendo resultados discretos. Continuó en este campeonato con otros equipos, DAMS y Supernova, con la que consiguió el título en 2002.
En paralelo a su actividad en monoplazas, Bourdais disputó las 24 Horas de Le Mans, la carrera de resistencia de su ciudad natal. En 1999, debutó en la carrera con un Porsche 911 de la clase GTS inscripto por Larbre. Los tres siguientes años, corrió para Pescarolo en diversos Courage de la clase principal; su mejor resultado fue un cuarto lugar en 2000. También corrió la fecha de Silverstone de la American Le Mans Series en 2000 y las 12 Horas de Sebring de 2001, también de ese certamen.

### Champ Car
A fines de 2002 probó el Renault de Fórmula 1; pero Flavio Briatore, director deportivo del equipo, no mostró interés.
Por tanto, siguiendo los pasos de Juan Pablo Montoya y Bruno Junqueira, Bourdais se mudó a la Champ Car en 2003 para unirse al equipo de Paul Newman, el Newman/Haas Racing. En su primera carrera obtuvo la pole y obtuvo la primera de sus tres victorias en la temporada en la cuarta carrera. En su primer año terminó cuarto con tres victorias y siete podios, y fue nombrado mejor piloto novato.
Luego, el francés consiguió los campeonatos de 2004, 2005, 2006 y 2007, siendo el primer piloto en conseguir tres títulos consecutivos en la categoría desde Ted Horn en 1948. Dominó claramente la competición, con 28 victorias en 55 carreras. Además, participó en las 500 millas de Indianápolis de 2005 también para Newman/Haas, y disputó las cuatro carreras de la International Race of Champions, terminando quinto con un triunfo.
Por otra parte, Bourdais siguió corriendo en resistencia. En 2004, volvió a correr para Pescarolo en las 24 Horas de Le Mans, nuevamente en sport prototipos. Luego corrió las 24 Horas de Daytona de 2005 y 2006 en la clase sport prototipos.  En 2005, volvió a correr en las 12 Horas de Sebring en una Ferrari 550 Maranello de la clase GT1, otra vez para Labre. En 2006, pilotó un Panoz Esperante GT-LM oficial en las 12 Horas de Sebring y Petit Le Mans, con el cual consiguió la victoria de la clase GT2 en la primera de ellas y el tercer lugar de clase en la segunda.
En 2007 también participó en las 24 Horas de Le Mans, esta vez en un Peugeot 908 HDI FAP oficial, con el cual terminó segundo.

### Fórmula 1

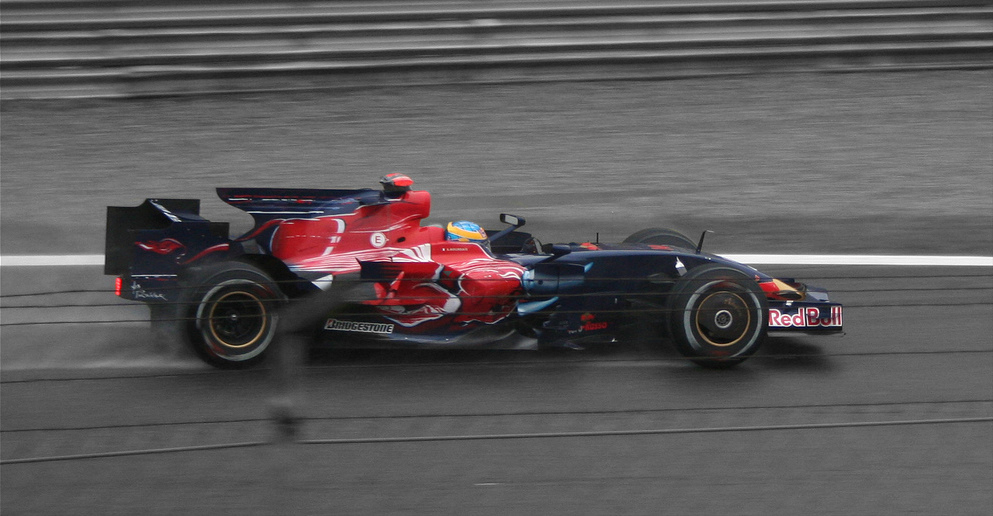
Bourdais en el GP de Italia.

Toro Rosso confirmó el fichaje de Bourdais para 2008 el 10 de agosto de 2007.
Bourdais debutó en la Fórmula 1 en el Gran Premio de Australia de 2008. Hizo una gran carrera, pero rompió el motor a cuatro vueltas para el final cuando iba en cuarta posición, aunque puntuó por haber completado más del 90% de la carrera. En Malasia sufre un accidente en la primera vuelta y abandona. En la tercera carrera, en Baréin, acaba 15.º; y en Montmeló tiene que abandonar. En Estambul, se sale de pista, sumando así un nuevo abandono. En el Gran Premio de Mónaco también sufre un accidente, mientras que en las siguientes pruebas logra acabar pero tampoco obtiene buenos resultados. Ante este panorama, Bourdais veía como su asiento peligraba, pero en las últimas carreras, el francés mejora sus prestaciones y realiza clasificaciones muy interesantes. En Spa, el piloto francés por fin regresa a la zona de puntos. En Italia, tras clasificarse cuarto, su monoplaza se quedó parado en la salida y partió último; y en el Gran Premio de Japón, la FIA le sanciona con la adición de 25 segundos por un toque con Felipe Massa, por lo que quedó relegado de la sexta a la décima posición. Así, acaba la temporada con solo cuatro puntos en su casillero y su futuro en el aire. Sin embargo, su mejoría en la recta final de la temporada finalmente convence a Toro Rosso para renovar su contrato después de barajar la alternativa de Takuma Satō.
Bourdais siguió con Toro Rosso en 2009, esta vez con Sébastien Buemi como compañero. En Australia, partió 17.º, y acabó 9.º, pero la sanción de Lewis Hamilton lo colocó 8.º, por detrás de su compañero de equipo. Sin embargo, en las siguientes carreras no lograba puntuar (excepto en Mónaco, donde también quedó octavo) y además era superado por su compañero, de modo que su futuro en el equipo volvía a estar lleno de dudas. Finalmente, Toro Rosso confirma el 16 de julio de 2009 que prescinde de sus servicios y contrata en su lugar al joven piloto Jaime Alguersuari.

### Superleague y resistencia
Además de correr en Fórmula 1, Bourdais disputó en 2009 las 12 Horas de Sebring y las 24 Horas de Le Mans para Peugeot, terminando segundo en ambas.
A principios de septiembre de 2009, Bourdais se incorpora al equipo de Superleague Formula del Sevilla FC, pasando a defender los colores del equipo de Nervión en dicha escudería. Ganó la tercera carrera del fin de semana en su debut en el campeonato y consiguió un premio de 100.000 euros para su equipo; luego sumó otra victoria y varios podios.
En 2010 siguió en la Superleague Formula, donde disputa la mitad de la temporada; obtuvo una victoria en la segunda carrera del campeonato. Además llegó segundo en Sebring, ganó los 1000 km de Spa-Francorchamps y se retiró en Le Mans, nuevamente en Peugeot; disputó las 24 Horas de Daytona en un DP del equipo NPN; y llegó octavo en una de las dos mangas del Gran Premio de Surfers Paradise de los V8 Supercars en el Ford Falcon de Jonathon Webb.

### IndyCar y resistencia
De vuelta en Norteamérica, Bourdais compitió en la temporada 2011 de la IndyCar Series para el equipo Dale Coyne Racing en las carreras en circuitos mixtos. En las nueve participaciones, llegó sexto en cuatro oportunidades. También disputó seis de las siete pruebas de la Copa Intercontinental Le Mans con el nuevo Peugeot 908: ganó en Imola, Silverstone y Zhuhai, y llegó segundo en Le Mans, contribuyendo así a la conquista de los títulos de constructores y equipos. Asimismo, volvió a correr en Surfers Paradise, esta vez en un Holden Commodore junto con Jamie Whincup, donde ganó la primera manga y llegó segundo en la otra.
Bourdais fichó por el equipo Dragon Racing para la temporada 2012 de IndyCar Series. En las cuatro primeras fechas, rescató un noveno lugar al volante de un Lotus poco potente. Para la quinta fecha en Indianápolis, el equipo consiguió motores Chevrolet idénticos a los de Penske y Andretti. Sin embargo, por falta de motores debió ausentarse en las cuatro fechas en óvalos. Con solamente un cuarto puesto, dos top 10 y cuatro abandonos en 11 fechas disputadas, el piloto quedó 25.º en el campeonato y 20.º en el Trofeo Mario Andretti.
Por otra parte, corrió en dos fechas del renombrado Campeonato Mundial de Resistencia para Pescarolo con un Dome oficial de la clase LMP1: llegó 15.º en Spa junto a Nicolas Minassian, y abandonó en Le Mans contando con Seiji Ara como tercer piloto. El piloto también compitió en sport prototipos en América del Norte, al participar en las 6 Horas de Watkins Glen, el Gran Premio del Brickyard en Indianápolis y las 200 de Watkins Glen de la Grand-Am Rolex Sports Car Series para el equipo Starworks. Llegó tercero en la primera acompañando a Ryan Dalziel, y resultó primero y segundo en las demás junto a Alex Popow. En octubre, nuevamente acompañó a Jamie Whincup en la fecha de Surfers Paradise del V8 Supercars, resultando primero y segundo en cada manga.
En 2013, el francés permaneció con Dragon en la IndyCar. Obtuvo solamente seis top 10 en 19 carreras, destacándose un segundo puesto, dos terceros y un quinto, de modo que resultó 12.º en la tabla de puntos. También disputó siete fechas de la serie Grand-Am, obteniendo dos quintos puestos con 8Star y un sexto en las 24 Horas de Daytona con Starworks.
Bourdais compitió para el equipo KV Racing Technology en 2014. Con este equipo logra su primera pole y su primera victoria en la categoría en Toronto, casi siete años después de su último triunfo. También fue segundo en Mid-Ohio, y obtuvo en total cinco top 5, por lo que acabó décimo en el campeonato. En tanto, ganó las 24 Horas de Daytona y llegó tercero en las 12 Horas de Sebring del United SportsCar Championship con Action Express, acompañando a Christian Fittipaldi y João Barbosa.
El francés continuó con KV en la IndyCar 2015. Triunfó en la segunda carrera de Detroit y en Milwaukee, en tanto que consiguió  un cuarto puesto, un quinto y dos sextos. Por tanto, acabó décimo en el campeonato. Por otra parte, disputó tres carreras de resistencia del United SportsCar Championship con Action Express junto a Fittipaldi y Barbosa, resultando segundo en las 24 Horas de Daytona y ganador en las 12 Horas de Sebring y Petit Le Mans. A su vez, corrió en las tres carreras de resistencia del V8 Supercars con un Holden Commodore junto a Lee Holdsworth, resultando séptimo en los 500 km de Sandown.
Bourdais siguió en el renombrado equipo KVSH en la temporada 2016 de la IndyCar. Venció en la primera carrera de Detroit, llegó quinto en Pocono y Watkins Glen, y acumuló once top 10 en 16 carreras, incluyendo un noveno puesto en las 500 Millas de Indianápolis. De este modo, repitió el décimo puesto en la clasificación general. Por otra parte, compitió con un Ford GT oficial de Chip Ganassi Racing junto a Joey Hand y Dirk Müller en tres carreras de la IMSA, finalizando segundo en Petit Le Mans, y en las 24 Horas de Le Mans, donde obtuvo la victoria de clase.
Para la temporada 2017 de la IndyCar, el piloto se marchó al equipo Dale Coyne Racing, con el que logró una sorprendente victoria en la primera carrera de la temporada en San Petersburgo y un segundo puesto en Long Beach. Sin embargo, sufrió múltiples fracturas en un fuerte accidente durante la clasificación para las 500 Millas de Indianápolis. El francés se pudo recuperar y volvió para disputar las últimas tres fechas de la temporada. Asimismo, corrió tres carreras de la IMSA nuevamente para con un Ford GT de Ganassi, logrando la victoria de clase en las 24 Horas de Daytona y finalizando segundo en las 12 Horas de Sebring.
Bourdais se mantuvo en 2018 como piloto de Dale Coyne pero en asociación con Jimmy Vasser y James Sullivan (expropietarios de KV Racing). Triunfó en la primera fecha en San Petersburgo al aprovechar un accidente entre los líderes en la última vuelta. Terminó séptimo en el campeonato al cosechar un tercero, dos cuartos y un quinto. A su vez, obtuvo el segundo puesto de clase en las 24 Horas de Daytona y el tercer puesto de clase en las 24 Horas de Le Mans, siempre acompañando a Hand y Müller en un Ford GT oficial.
En la IndyCar 2019, el francés obtuvo apenas un tercer puesto y un quinto como mejores resultados, finalizando 11.º en la tabla general. En tanto, disputó cinco fechas de la IMSA con un Ford GT de Ganassi junto a Hand y Müller, acabando segundo en las 12 Horas de Sebring, y participó en las 24 Horas de Le Mans, donde su automóvil fue descalificado.
Bourdais compitió en la clase DPi en la temporada 2020 de la IMSA SportsCar Championship. Pilotó un Cadillac DPi del equipo JDC-Miller, logrando tres terceros lugares y tres cuartos, finalizando quinto en el campeonato de equipos. También pilotó una Ferrari 488 de Risi en las 24 Horas de Le Mans, finalizando cuarto absoluto. Ese año volvió a la IndyCar para disputar las últimas tres fechas con el equipo de A. J. Foyt, logrando un cuarto puesto en San Petersburgo.
En 2021, el francés corrió a tiempo completo en la IndyCar con A. J. Foyt. Logró dos quintos lugares y cuatro top 10 en 16 carreras, para culminar 16.º en el clasificador general. También participó de las cuatro carreras de resistencia de la IMSA con un Cadillac DPi del equipo JDC junto a Loïc Duval y Tristan Vautier, triunfando en las 12 Horas de Sebring.
Al quedar nuevamente fuera de la IndyCar en 2022, Bourdais fue contratado por Ganassi para disputar la IMSA como piloto titular de un Cadillac DPi oficial junto a Renger van der Zande.

## Resultados

### Fórmula 3000 Internacional
(Clave) (negrita indica pole position) (cursiva indica vuelta rápida)

| Año      | Escudería         | 1       | 2       | 3      | 4       | 5       | 6     | 7     | 8       | 9       | 10      | 11    | 12      | Pos. | Puntos |
| -------- | ----------------- | ------- | ------- | ------ | ------- | ------- | ----- | ----- | ------- | ------- | ------- | ----- | ------- | ---- | ------ |
| 2000     | Gauloises Formula | IMO Ret | SIL 10  | CAT 8  | NÜR 4   | MON Ret | MAG 2 | A1R 9 | HOC DNS | HUN 14  | SPA Ret |       |         | 9.º  | 9      |
| 2001     | DAMS              | INT 3   | IMO Ret | CAT 11 | A1R Ret | MON 4   | NÜR 8 | MAG 6 | SIL 1   | HOC 4   | HUN 3   | SPA 6 | MNZ 9   | 4.º  | 26     |
| 2002     | Super Nova Racing | INT 14  | IMO 1   | CAT 3  | A1R Ret | MON 1   | NÜR 1 | SIL 2 | MAG 2   | HOC Ret | HUN 3   | SPA 2 | MNZ Ret | 1.º  | 56     |
| Fuentes: |                   |         |         |        |         |         |       |       |         |         |         |       |         |      |        |

### Champ Car World Series
| Año     | Escudería                  | Chasis      | Motor             | 1       | 2       | 3       | 4     | 5       | 6       | 7       | 8       | 9     | 10      | 11    | 12    | 13      | 14      | 15    | 16      | 17    | 18      | Pos. | Puntos |
| ------- | -------------------------- | ----------- | ----------------- | ------- | ------- | ------- | ----- | ------- | ------- | ------- | ------- | ----- | ------- | ----- | ----- | ------- | ------- | ----- | ------- | ----- | ------- | ---- | ------ |
| 2003    | Newman/Haas Racing         | Lola B02/00 | Ford XFE V8 t     | STP 11  | MTY Ret | LBH Ret | BRH 1 | LAU 1   | MIL 9   | LAG Ret | POR Ret | CLE 1 | TOR 4   | VAN 3 | ROA 2 | MID 5   | MTL Ret | DEN 2 | MIA Ret | MEX 2 | SUR Ret | 4.º  | 159    |
| 2004    | Newman/Haas Racing         | Lola B02/00 | Ford XFE V8 t     | LBH 3   | MTY 1   | MIL Ret | POR 1 | CLE 1   | TOR 1   | VAN 5   | ROA 3   | DEN 1 | MTL Ret | LAG 8 | LAS 1 | SUR 2   | MEX 1   |       |         |       |         | 1.º  | 369    |
| 2005    | Newman/Haas Racing         | Lola B02/00 | Ford XFE V8 t     | LBH 1   | MTY 5   | MIL 6   | POR 2 | CLE 5   | TOR 5   | EDM 1   | SAN 1   | DEN 1 | MTL 4   | LAS 1 | SUR 1 | MEX Ret |         |       |         |       |         | 1.º  | 348    |
| 2006    | Newman/Haas Racing         | Lola B02/00 | Ford XFE V8 t     | LBH 1   | HST 1   | MTY 1   | MIL 1 | POR 3   | CLE Ret | TOR 3   | EDM 2   | SAN 1 | DEN 7   | MTL 1 | ROA 3 | SUR 8   | MEX 1   |       |         |       |         | 1.º  | 387    |
| 2007    | Newman/Haas/Lanigan Racing | Panoz DP01  | Cosworth XFE V8 t | LVG Ret | LBH 1   | HST 1   | POR 1 | CLE Ret | MTT 2   | TOR Ret | EDM 1   | SJC 5 | ROA 1   | ZOL 1 | ASS 7 | SUR 1   | MEX 1   |       |         |       |         | 1.º  | 364    |
| Fuente: |                            |             |                   |         |         |         |       |         |         |         |         |       |         |       |       |         |         |       |         |       |         |      |        |

### IndyCar Series
(Clave) (negrita indica pole position) (cursiva indica vuelta rápida)

| Año     | Escudería                            | Motor     | 1       | 2      | 3      | 4      | 5       | 6        | 7      | 8      | 9      | 10     | 11     | 12     | 13     | 14     | 15     | 16     | 17     | 18     | 19     | Pos. | Puntos |
| ------- | ------------------------------------ | --------- | ------- | ------ | ------ | ------ | ------- | -------- | ------ | ------ | ------ | ------ | ------ | ------ | ------ | ------ | ------ | ------ | ------ | ------ | ------ | ---- | ------ |
| 2005    | Newman/Haas Racing                   | Honda     | HMS     | PHX    | STP    | MOT    | INDY 12 | TXS      | RIR    | KAN    | NSH    | MIL    | MCH    | KTY    | PPIR   | SNM    | CHI    | WGL    | FON    |        |        | 28.º | 18     |
| 2011    | Dale Coyne Racing                    | Honda     | STP DNS | ALA 11 | LBH 27 | SAO 26 | INDY    | TXS      | TXS    | MIL    | IOW    | TOR 6  | EDM 6  | MDO 9  | NHM    | SNM 6  | BAL 28 | MOT 6  | KTY    | LVS    |        | 23.º | 188    |
| 2012    | Lotus-Dragon Racing                  | Lotus     | STP 21  | ALA 9  | LBH 17 | SAO 18 |         |          |        |        |        |        |        |        |        |        |        |        |        |        |        | 25.º | 173    |
| 2012    | Dragon Racing                        | Chevrolet |         |        |        |        | INDY 20 | DET 24   | TXS    | MIL    | IOW    | TOR 14 | EDM 15 | MDO 4  | SNM 22 | BAL 23 | FON    |        |        |        |        | 25.º | 173    |
| 2013    | Dragon Racing                        | Chevrolet | STP 11  | ALA 16 | LBH 15 | SAO 14 | INDY 29 | DET 24   | DET 11 | TXS 20 | MIL 22 | IOW 14 | POC 16 | TOR 2  | TOR 3  | MDO 12 | SNM 10 | BAL 3  | HOU 8  | HOU 5  | FON 12 | 12.º | 370    |
| 2014    | KV Racing Technology                 | Chevrolet | STP 13  | LBH 14 | ALA 15 | IMS 4  | INDY 7  | DET 13   | DET 20 | TXS 20 | HOU 4  | HOU 5  | POC 16 | IOW 19 | TOR 1  | TOR 9  | MDO 2  | MIL 12 | SNM 11 | FON 18 |        | 10.º | 461    |
| 2015    | KV Racing Technology                 | Chevrolet | STP 6   | NLA 21 | LBH 6  | ALA 8  | IMS 4   | INDY 11  | DET 14 | DET 1  | TXS 14 | TOR 5  | FON 14 | MIL 1  | IOW 9  | MDO 17 | POC 23 | SNM 20 |        |        |        | 10.º | 406    |
| 2016    | KVSH Racing                          | Chevrolet | STP 21  | PHX 8  | LBH 9  | ALA 16 | IMS 24  | INDY 9   | DET 1  | DET 8  | ROA 18 | IOW 8  | TOR 7  | MDO 20 | POC 5  | TXS 10 | WGL 5  | SNM 10 |        |        |        | 14.º | 404    |
| 2017    | Dale Coyne Racing                    | Honda     | STP 1   | LBH 2  | ALA 8  | PHX 19 | IMS 22  | INDY Wth | DET    | DET    | TXS    | ROA    | IOW    | TOR    | MDO    | POC    | GTW 10 | WGL 17 | SNM 9  |        |        | 21.º | 214    |
| 2018    | Dale Coyne Racing w/ Vasser-Sullivan | Honda     | STP 1   | PHX 13 | LBH 13 | ALA 5  | IMS 4   | INDY 28  | DET 13 | DET 21 | TXS 8  | ROA 13 | IOW 11 | TOR 19 | MDO 6  | POC 4  | GTW 21 | POR 3  | SNM 6  |        |        | 7.º  | 425    |
| 2019    | Dale Coyne Racing w/ Vasser-Sullivan | Honda     | STP 24  | COA 5  | ALA 3  | LBH 11 | IMS 11  | INDY 30  | DET 11 | DET 9  | TXS 8  | ROA 12 | TOR 8  | IOW 9  | MDO 11 | POC 7  | GTW 19 | POR 9  | LAG 7  |        |        | 11.º | 387    |
| 2020    | A. J. Foyt Enterprises               | Chevrolet | TXS     | IMS    | ROA    | ROA    | IOW     | IOW      | INDY   | GTW    | GTW    | MDO    | MDO    | IMS 21 | IMS 18 | STP 4  |        |        |        |        |        | 28.º | 53     |
| 2021    | A. J. Foyt Enterprises               | Chevrolet | ALA 5   | STP 10 | TXS 24 | TXS 19 | IMS 19  | INDY 26  | DET 11 | DET 16 | ROA 16 | MDO 11 | NSH 27 | IMS 15 | GTW 5  | POR 18 | LAG 14 | LBH 8  |        |        |        | 16.º | 258    |
| Fuente: |                                      |           |         |        |        |        |         |          |        |        |        |        |        |        |        |        |        |        |        |        |        |      |        |

### Fórmula 1
(Clave) (negrita indica pole position) (cursiva indica vuelta rápida)

| Año     | Escudería           | 1      | 2       | 3      | 4       | 5       | 6       | 7      | 8       | 9       | 10     | 11     | 12     | 13    | 14     | 15     | 16     | 17     | 18     | Pos. | Puntos |
| ------- | ------------------- | ------ | ------- | ------ | ------- | ------- | ------- | ------ | ------- | ------- | ------ | ------ | ------ | ----- | ------ | ------ | ------ | ------ | ------ | ---- | ------ |
| 2008    | Scuderia Toro Rosso | AUS 7† | MYS Ret | BHR 15 | ESP Ret | TUR Ret | MON Ret | CAN 13 | FRA 17  | GBR 11  | GER 12 | HUN 18 | EUR 10 | BEL 7 | ITA 18 | SIN 12 | JPN 10 | CHN 13 | BRA 14 | 17.º | 4      |
| 2009    | Scuderia Toro Rosso | AUS 8  | MYS 10  | CHN 11 | BHR 13  | ESP Ret | MON 8   | TUR 18 | GBR Ret | GER Ret | HUN    | EUR    | BEL    | ITA   | SIN    | JPN    | BRA    | ABU    |        | 19.º | 2      |
| Fuente: |                     |        |         |        |         |         |         |        |         |         |        |        |        |       |        |        |        |        |        |      |        |

### 24 Horas de Le Mans
| Año     | Equipo                     | Copilotos                               | Automóvil           | Clase    | Vueltas | Pos. | Pos. Clase |
| ------- | -------------------------- | --------------------------------------- | ------------------- | -------- | ------- | ---- | ---------- |
| 1999    | Larbre Compétition         | Jean-Pierre Jarier Pierre de Thoisy     | Porsche 911 GT2     | GTS      | 134     | DNF  | DNF        |
| 2000    | Pescarolo Sport            | Olivier Grouillard Emmanuel Clérico     | Courage C52-Peugeot | LMP900   | 344     | 4.º  | 4.º        |
| 2001    | Pescarolo Sport            | Jean-Christophe Boullion Laurent Rédon  | Courage C60-Peugeot | LMP900   | 271     | 13.º | 4.º        |
| 2002    | Pescarolo Sport            | Jean-Christophe Boullion Franck Lagorce | Courage C60-Peugeot | LMP900   | 343     | 10.º | 9.º        |
| 2004    | Pescarolo Sport            | Emmanuel Collard Nicolas Minassian      | Courage C60-Judd    | LMP1     | 282     | DNF  | DNF        |
| 2007    | Team Peugeot Total         | Stéphane Sarrazin Pedro Lamy            | Peugeot 908 HDi FAP | LMP1     | 359     | 2.º  | 2.º        |
| 2009    | Team Peugeot Total         | Stéphane Sarrazin Franck Montagny       | Peugeot 908 HDi FAP | LMP1     | 381     | 2.º  | 2.º        |
| 2010    | Team Peugeot Total         | Simon Pagenaud Pedro Lamy               | Peugeot 908 HDi FAP | LMP1     | 38      | DNF  | DNF        |
| 2011    | Team Peugeot Total         | Simon Pagenaud Pedro Lamy               | Peugeot 908         | LMP1     | 355     | 2.º  | 2.º        |
| 2012    | Pescarolo Team             | Nicolas Minassian Seiji Ara             | Dome S102.5-Judd    | LMP1     | 203     | NC   | NC         |
| 2016    | Ford Chip Ganassi Team USA | Joey Hand Dirk Müller                   | Ford GT             | GTE Pro  | 340     | 18.º | 1.º        |
| 2018    | Ford Chip Ganassi Team USA | Joey Hand Dirk Müller                   | Ford GT             | GTE Pro  | 343     | 17.º | 3.º        |
| 2019    | Ford Chip Ganassi Team USA | Joey Hand Dirk Müller                   | Ford GT             | GTE Pro  | 342     | DSQ  | DSQ        |
| 2020    | Risi Competizione          | Jules Gounon Olivier Pla                | Ferrari 488 GTE Evo | GTE Pro  | 339     | 23.º | 4.º        |
| 2022    | Vector Sport               | Ryan Cullen Nico Müller                 | Oreca 07-Gibson     | LMP2     | 357     | 27.º | 22.º       |
| 2023    | Cadillac Racing            | Scott Dixon Renger van der Zande        | Cadillac V-Series.R | Hypercar | 340     | 4.º  | 4.º        |
| 2024    | Cadillac Racing            | Scott Dixon Renger van der Zande        | Cadillac V-Series.R | Hypercar | 223     | DNF  | DNF        |
| 2025    | Cadillac Hertz Team Jota   | Earl Bamber Jenson Button               | Cadillac V-Series.R | Hypercar | 386     | 7.º  | 7.º        |
| Fuente: |                            |                                         |                     |          |         |      |            |